# 32 Pomona
 32 Pomona (latinsko Pōmōna) je asteroid tipa S v glavnem asteroidnem pasu. 

## Odkritje
Asteroid je odkril Hermann Mayer Salomon Goldschmidt (1802 – 1866) 26. oktobra 1854. Ime je dobil po Pomoni iz rimske mitologije. Pomona je bila boginja sadnega drevja.

## Lastnosti
Asteroid Pomona obkroži Sonce v 4,16 letih. Njena tirnica ima izsrednost 0,083, nagnjena pa je za 5,530° proti ekliptiki. Njen premer je 80,8 km, okrog svoje osi pa se zavrti v 9,448 urah.